# Graulichite-(Ce)
La graulichite-(Ce) è un minerale appartenente al gruppo della dussertite descritto nel 2003 in base ad una scoperta avvenuta nella cava di Hourt nei pressi di Vielsalm, estremo sudorientale del Massiccio di Stavelot, Ardenne belghe in Belgio.
Il minerale è l'analogo dell'arsenoflorencite-(Ce) contenente ferro al posto dell'alluminio.
Il nome del minerale è stato attribuito in onore dell'ingegnere minerario belga Jean-Marie Graulich.

## Morfologia
La graulichite-(Ce) è stata scoperta sotto forma di cristalli romboedrici ben definiti di dimensione fra i 50 e gli 80 µm che formano aggregati sferoidali di 80-150 µm di diametro.

## Origine e giacitura
La graulichite-(Ce) è stata trovata nella quarzite alterata associata ad arsenopirite, scorodite, mimetite, farmacosiderite e goethite.
Questo minerale si è formato per ossidazione dell'arsenopirite cristallizzando nelle piccole cavità lasciate dalla lisciviazione della stessa.